# Ahlerstedt
Ahlerstedt is een gemeente in de Duitse deelstaat Nedersaksen, en maakt deel uit van de Samtgemeinde Harsefeld in de landkreis Stade.
Ahlerstedt telt 5.533 inwoners.

## Indeling van de gemeente
Ahlerstedt bestaat uit acht Ortsteile:
- Ahlerstedt zelf
- Ahrensmoor, onderverdeeld in:
  - Ahrensmoor-Nord
  - Ahrensmoor-Ost, en
  - Ahrensmoor-West
- Ahrenswohlde
- Bokel
- Kakerbeck[2], inclusief
  - Kakerbeck-Doosthof en
  - Bockholt
- Oersdorf inclusief
  - Kohlenhausen
- Ottendorf inclusief
  - Klethen
- Wangersen, inclusief
  - Klein Wangersen en
  - Hohenhausen.

Ahlerstedt heeft een opvallend gevarieerd verenigingsleven.

## Geografie, infrastructuur
De gemeente Ahlerstedt, bijna 10 kilometer ten zuidwesten van streekcentrum en buurgemeente Harsefeld, ligt aan een bochtig, onbevaarbaar riviertje, dat de naam Aue draagt en dat via Harsefeld noordoostwaarts naar Horneburg stroomt, daar overgaat in de Lühe , en uitelndelijk bij Grünendeich uitmondt in de Elbe. De Aue, die bij Kakerbeck, gemeente Ahlerstedt ontspringt, wordt op veel plaatsen door fraaie natuur omgeven, waaronder percelen ooibos.
Grote verkeerswegen zijn er niet in Ahlerstedt. De dichtstbij gelegen hoofdverkeersaders zijn te vinden rondom het 18 km noordoostwaarts gelegen Horneburg (Bundesstraße 73; Autobahn A26). Vanuit Ahlerstedt is het daarnaast circa 15 km over kleine weggetjes zuidwaarts rijden naar afrit 47 Sittensen van de Autobahn A1.
Openbaar vervoer is beperkt tot een streekbusverbinding tussen de Ahlerstedter basisschool en Station Harsefeld. Deze rijdt op weekdagen 8 x per dag (overdag) en 5 x daags op zaterdag. Verder rijden er incidenteel nog schoolbussen.

## Geschiedenis, economie
Het hoofddorp, Ahlerstedt, komt in 1095 voor het eerst in een document voor. Sedert de Reformatie in de 16e eeuw zijn verreweg de meeste christenen in de gemeente evangelisch-luthers, en de kerkgebouwen zijn dat ook. Het dorpje Kakerbeck is eveneens al oud (oudste vermelding in 971). Het lag aan één van de pelgrimswegen naar Santiago de Compostella.
Na het einde van de Dertigjarige Oorlog, in 1648, kwam de huidige gemeente Ahlerstedt te liggen in het onder de kroon van Zweden ressorterende Bremen-Verden, en vanaf 1715 in het Keurvorstendom Brunswijk-Lüneburg.
Ahrensmoor is een in 1803 gestichte veenkolonie. De stichtingsakte van de veenkolonie Ahrensmoor werd in St. James's Palace te Londen ondertekend door koning George III, die toen tevens regeerde over het Keurvorstendom Brunswijk-Lüneburg.
In 1865 werd de, in de stijl der neogotiek gebouwde, evangelisch-lutherse kerk van Ahlerstedt voltooid. Tot degenen, die geld hadden geschonken voor de nieuwbouw, behoorden de zakenman Friedrich Huth (zie onder Harsefeld) en de Engelse koning George V, die ook de inwijding van het gebouw persoonlijk bijwoonde. Bijzonder is, dat dit het enige christelijke godshuis is, dat is ontworpen door de Duits-Joodse architect Erwin Oppler.
De gemeente Ahlerstedt is ontstaan in 1972 na een fusie tussen de voormalige gemeenten Ahlerstedt, Ahrenswohlde, Bokel, Oersdorf, Ottendorf, Kakerbeck en Wangersen. De eerste zes hiervan hadden vanaf 1967 al tot een Samtgemeinde Ahlerstedt behoord.
Alle plaatsen in de huidige gemeente Ahlerstedt zijn tot op de huidige dag overwegend boerendorpen gebleven; het toerisme en het lokale midden- en kleinbedrijf spelen economisch gezien een ondergeschikte rol. In Ahlerstedt wonen verder nog enige woonforensen, die een werkkring hebben in omliggende grotere steden, zoals Hamburg, dat, afhankelijk van het stadsdeel, 42-55 km ten noordoosten van Ahlerstedt ligt.

## Bezienswaardigheden, toerisme
- De evangelisch-lutherse dorpskerk van Ahlerstedt (1865)
- Ten noorden en westen van Ahlerstedt ligt rondom het riviertje de Aue het fraaie, 700 hectare grote[3], natuurreservaat Aueniederung und Nebentäler, bestaande uit ooibos en oeverlanden, met beperkte wandelmogelijkheden.
- Ten noordoosten van Ahlerstedt ligt het grotendeels uit eiken- en beukenbos bestaande, 567 hectare grote, natuurreservaat Braken, Harselah, Kahles und Wildes Moor, met enige wandelpaden.

## Afbeeldingen

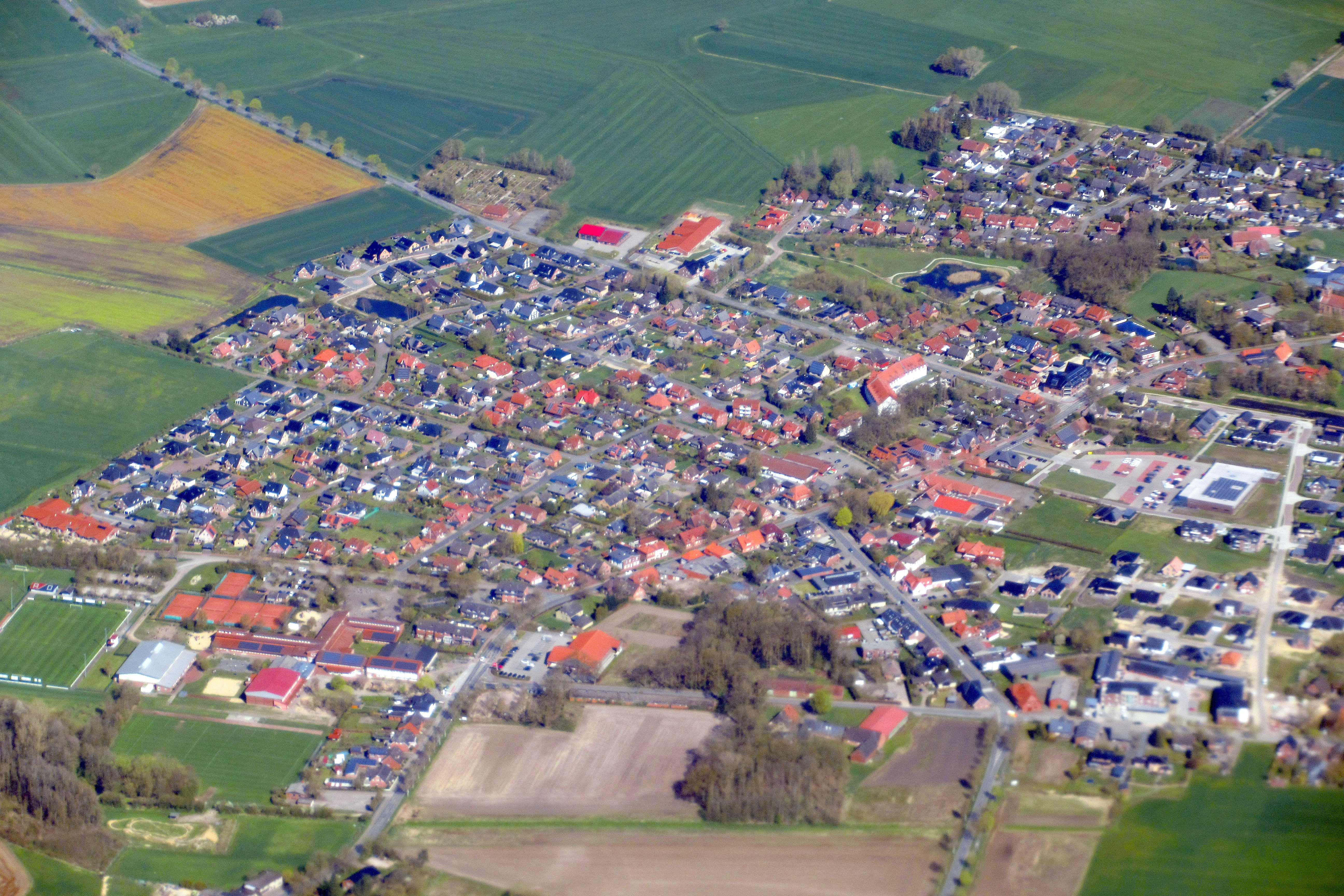
Luchtfoto van Ahlerstedt (2023)
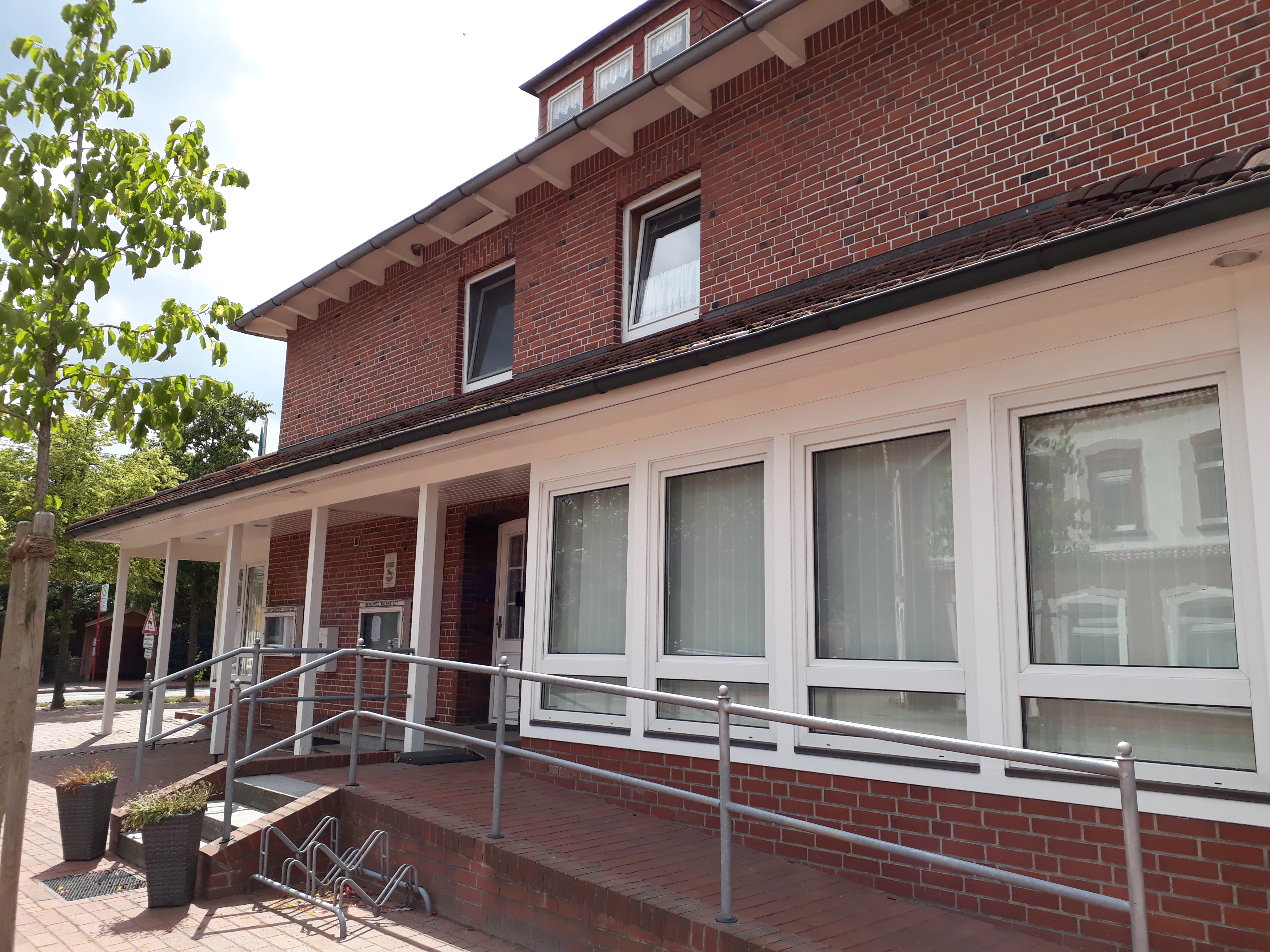
Gemeentehuis
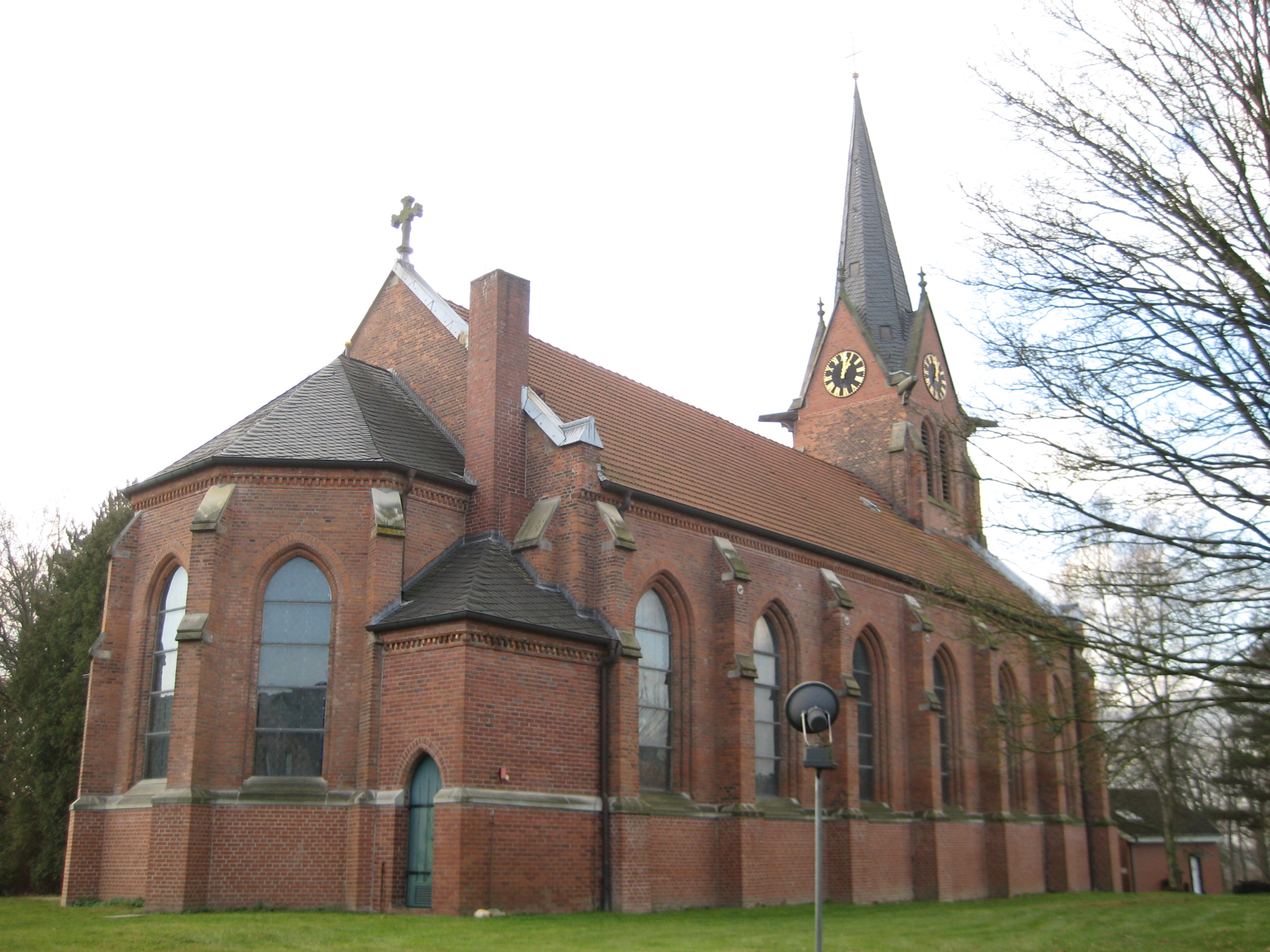
De kerk van Ahlerstedt
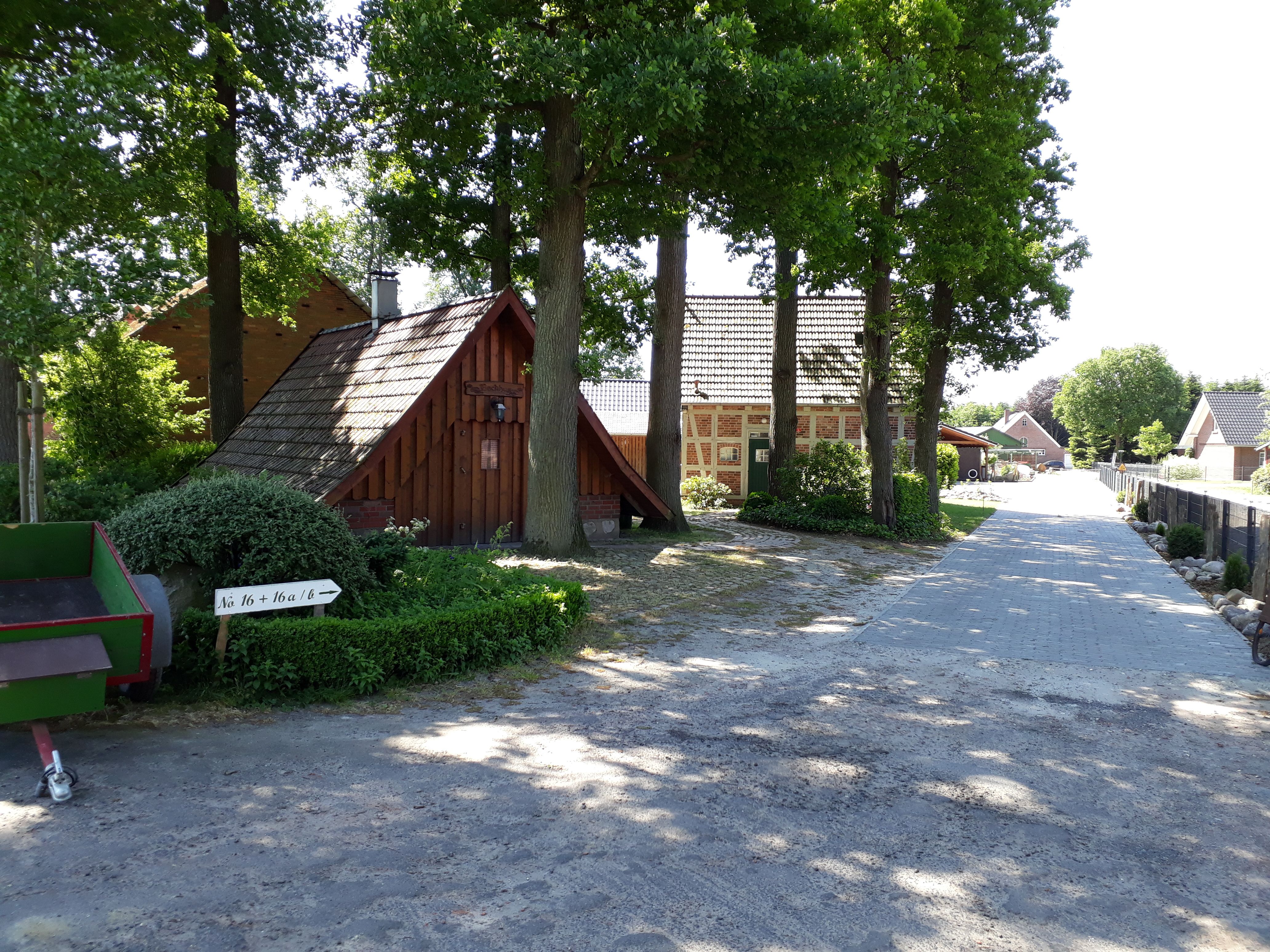
Historisch bakhuisje (reconstructie) te Ahlerstedt
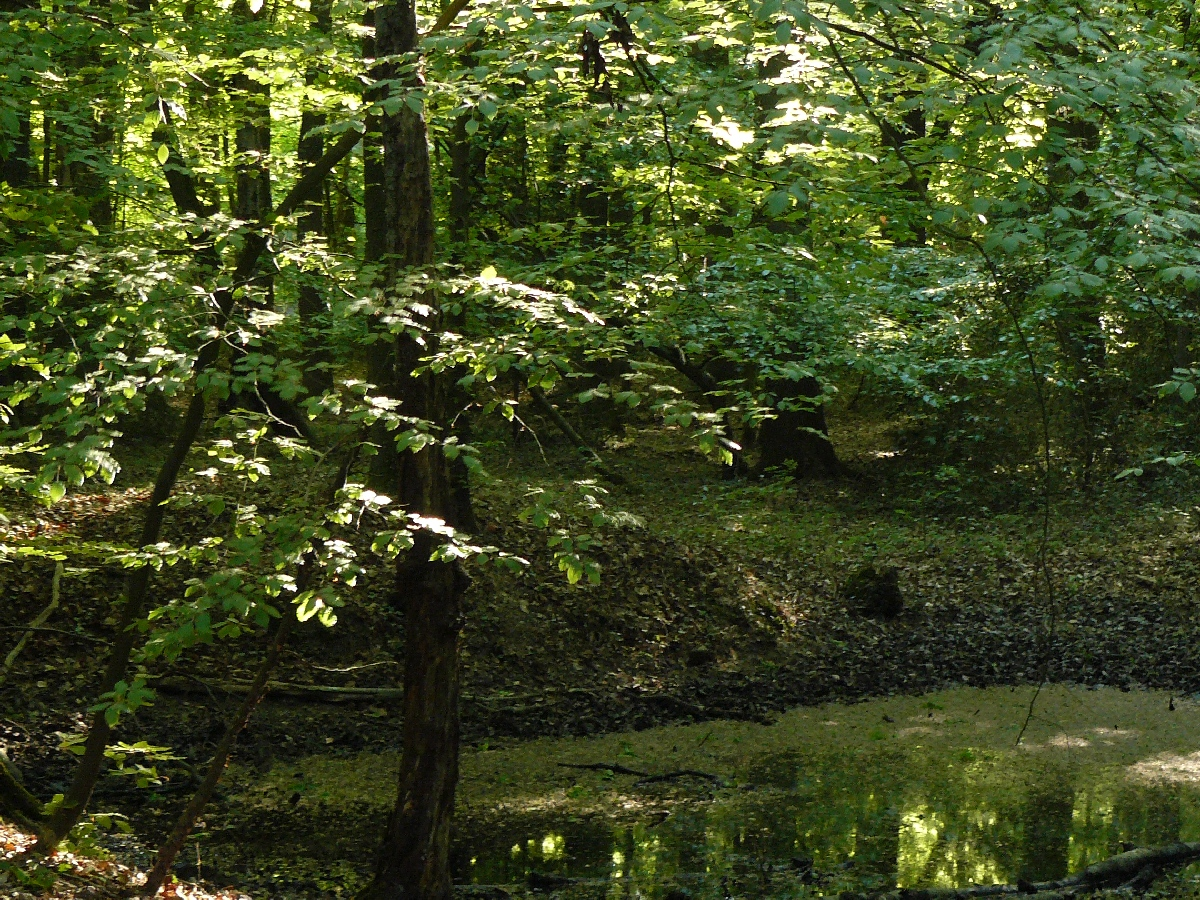
Vochtig bos in natuurreservaat Braken, Harselah, Kahles und Wildes Moor
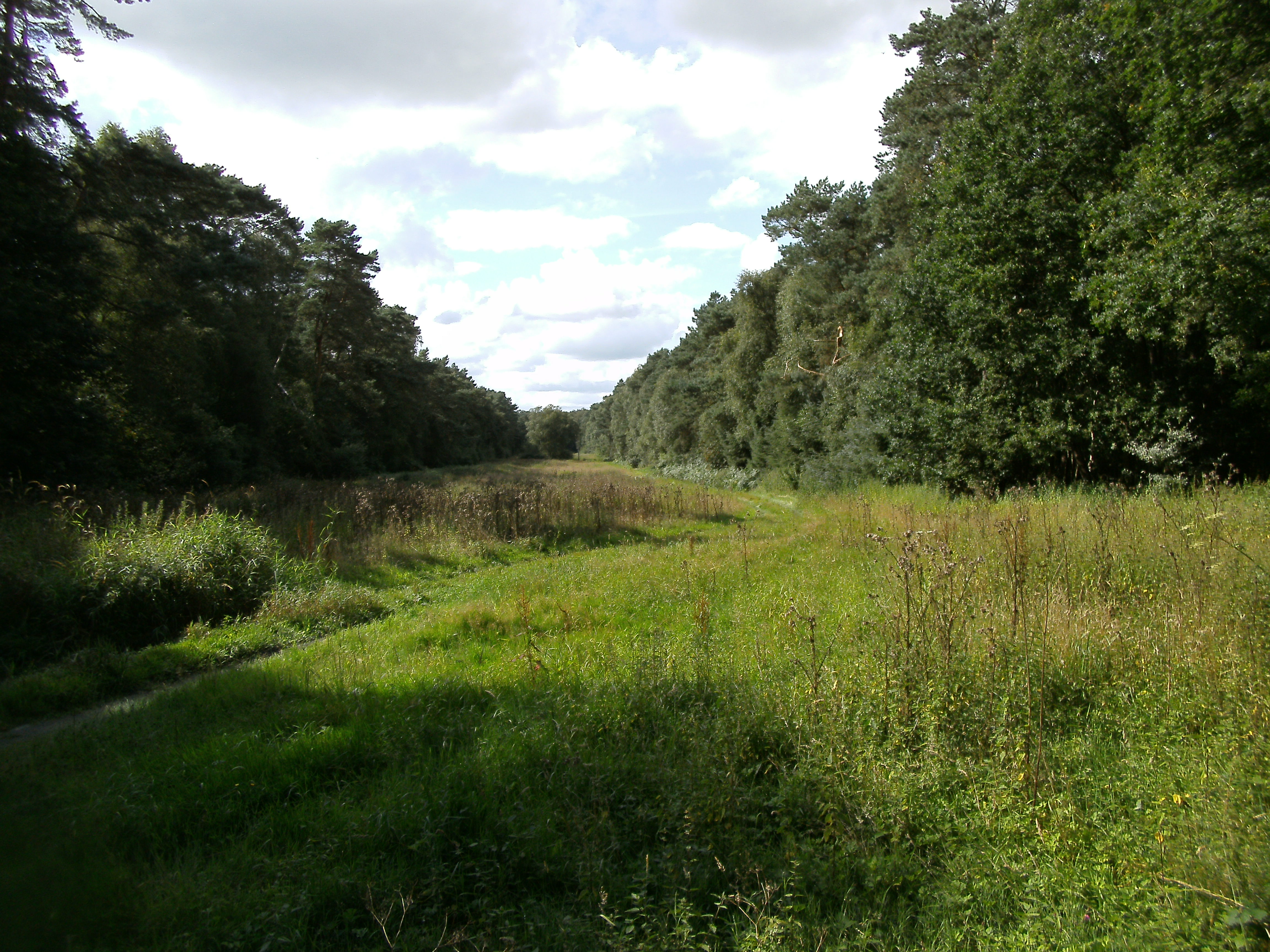
Weiland in dit natuurreservaat
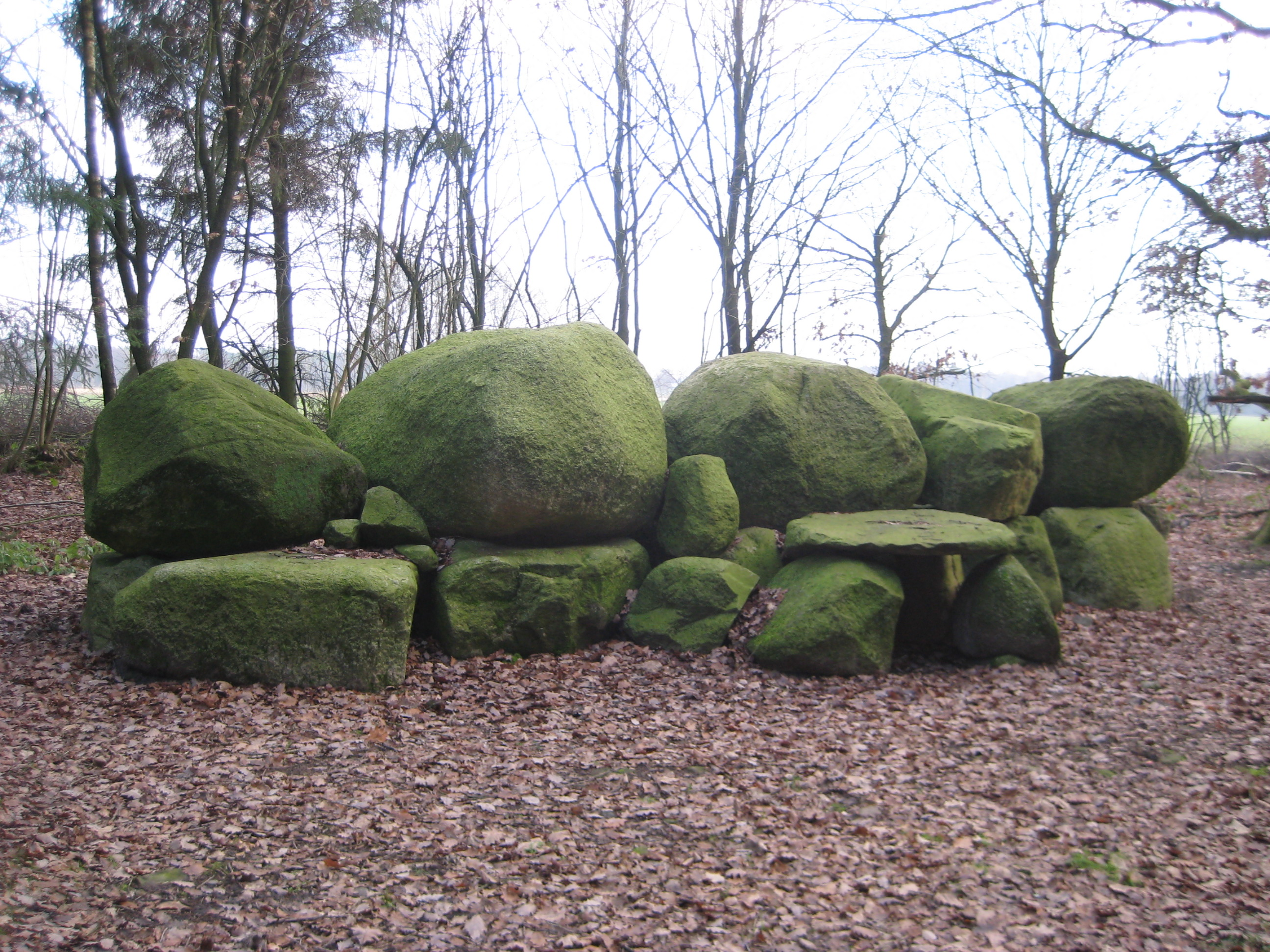
Reconstructie hunebed, Ottendorf
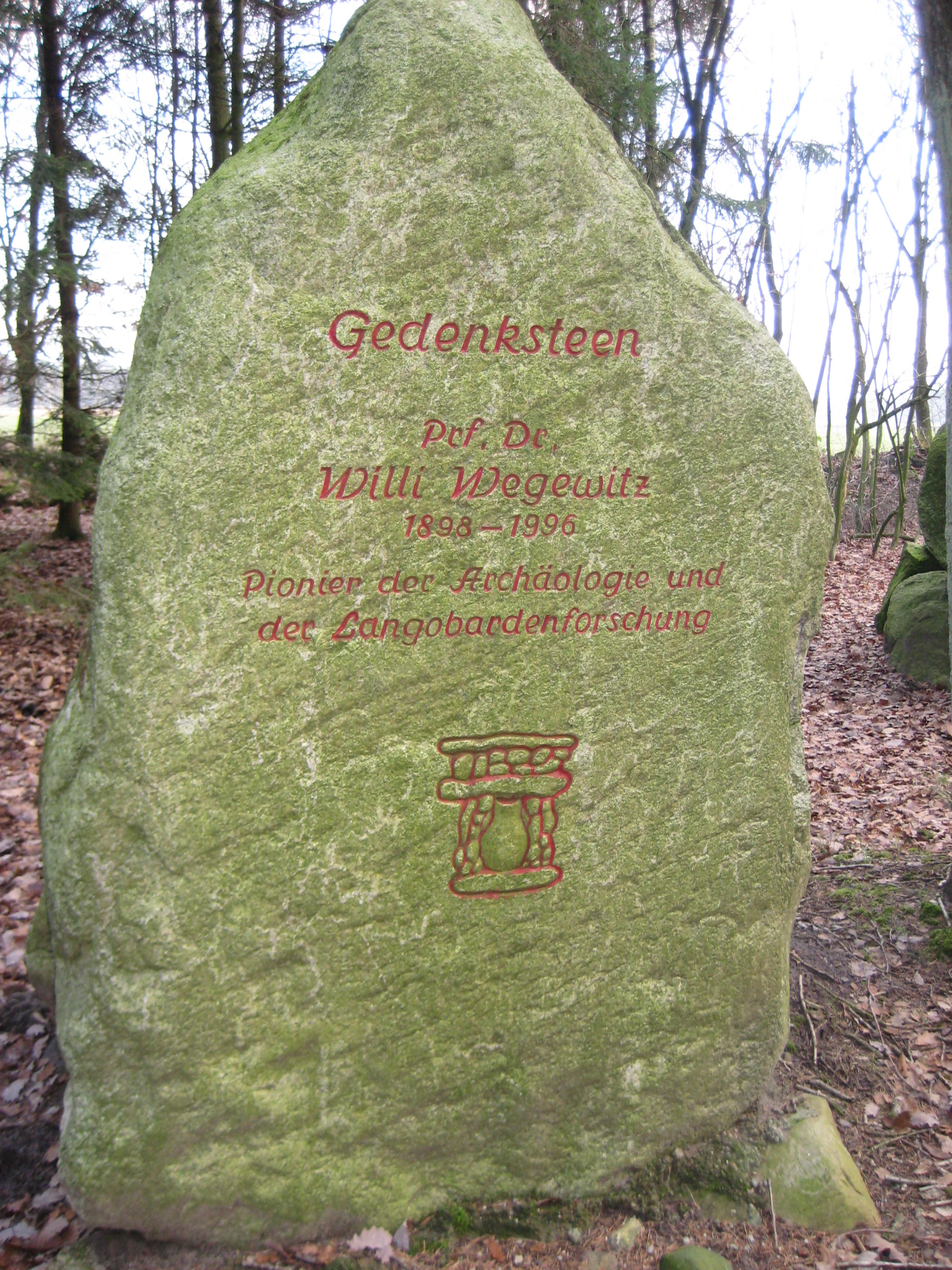
Gedenksteen Willi Wegewitz, naast dit hunebed

## Partnergemeente
Er wordt een jumelage onderhouden met Budzyń in Polen.